# Dan Striepeke
Daniel Charles Striepeke (Califórnia, 8 de outubro de 1930 — Califórnia, 17 de janeiro de 2019) foi um maquiador norte-americano.